# Grand Theft Auto: Chinatown Wars
Grand Theft Auto: Chinatown Wars är ett spel till Nintendo DS. Spelet utvecklades av Rockstar Leeds och Rockstar North och släpptes den 20 mars 2009 i Europa.
En version av spelet släpps till PlayStation Portable den 20 oktober. PSP-versionen har förbättrad grafik och nya sorters uppdrag.

## Handling
Grand Theft Auto: Chinatown Wars utspelar sig i staden Liberty City så som den staden är utformad i Grand Theft Auto IV, minus ön Alderney. Spelets huvudkaraktär är den unge kinesen Huang Lee som ska transportera sin familjs svärd, Yu Jian, till sin farbror, Wu Lee. Men när han anländer till Liberty City blir han rånad och lämnas att dö på botten av Humboldt River. Han informerar sin farbror och börjar leta runt efter svärdet.

### Fotnoter
1. ↑  ”Grand Theft Auto: Chinatown Wars Arrives on the iPhone this autumn” (på engelsk). gamesindustry.biz. Gamer Network Limited. 1 september 2009. https://www.gamesindustry.biz/grand-theft-auto-chinatown-wars-arrives-on-the-iphone-this-autumn. Läst 22 december 2022.
2. ↑  ”GTA: Chinatown Wars till PSP i oktober”. Gamezine. Arkiverad från originalet den 27 augusti 2009. https://web.archive.org/web/20090827124808/http://gamezine.se/articles/news/2009/08/26/gta-chinatown-wars-till-psp-i-oktober/. Läst 28 augusti 2009.
3. ↑  ”Chinatown Wars är på väg till PSP Go!”. Gamezine. Arkiverad från originalet den 3 juli 2009. https://web.archive.org/web/20090703004351/http://www.gamezine.se/articles/news/2009/06/22/rockstar-tillkannager-chinatown-wars-psp-go/. Läst 2 augusti 2009.